# Верхове болото

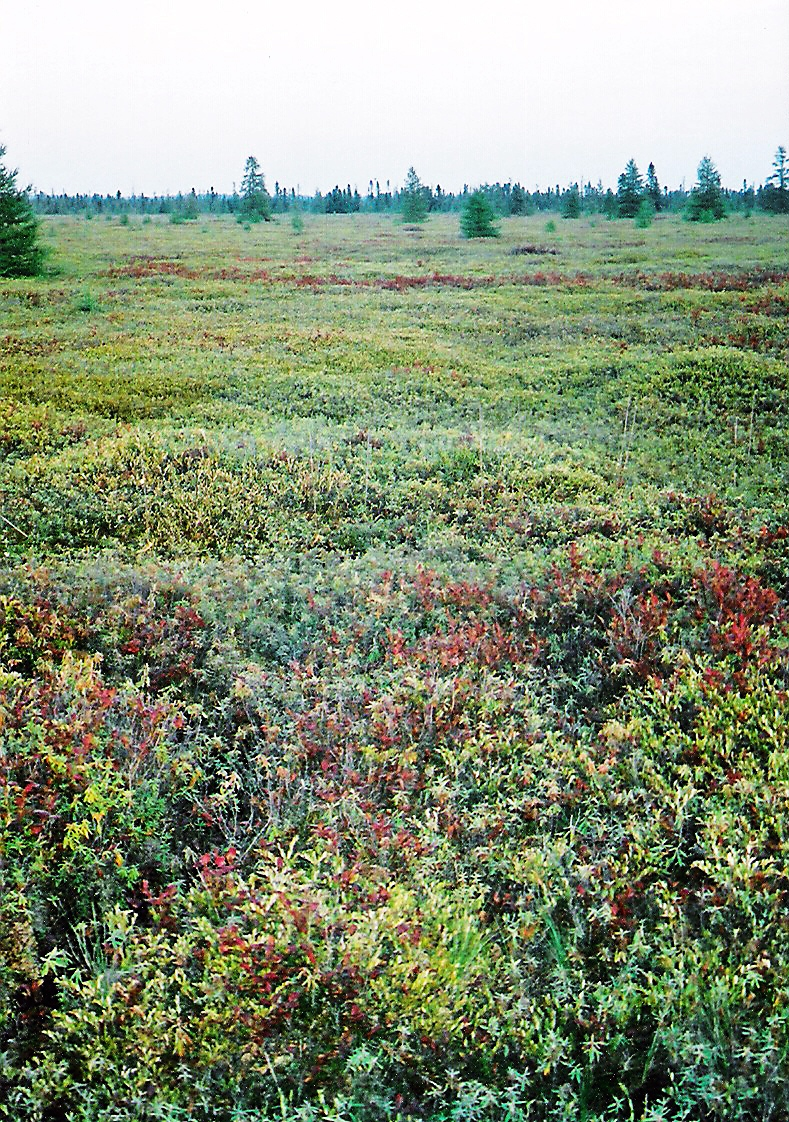
Сфагнове болото поблизу Оттави, Канада

Верхове́ боло́то — оліготрофне болото, яке утворюється за рахунок винятково дощових опадів. Ґрунтових вод у верхових болотах або дуже мало, або вони розташовані занадто глибоко.
Оскільки дощова вода майже не містить мінеральних речовин, то на верхових болотах розвивається лише рослинність, пристосована до дуже бідного живлення. Переважно це мох сфагнум, пристосований до таких умов. Сфагнум може вбирати й утримувати об'єм води в декілька разів більший за власну вагу. Окрім того, він виділяє кислоту, за допомогою якої розкладає атмосферний пил і так отримує необхідні елементи живлення. Верхове болото часто є полем сфагнуму з рідкими, слаборозвиненими деревами, і густими заростями журавлини.
Верхові болота утворюються двома способами. На височині, наприклад на вододілі, можуть траплятися заповнені дощовою водою заглибини. У такому місці відразу йде накопичення верхового торфу незначної товщини. Але частіше на верхове болото утворюється шляхом перетворення низинного болота. Це відбувається тоді, коли шар низинного торфу настільки збільшується, що закриває рослинності на його поверхні доступ до ґрунтових вод. Позбавлена мінерального харчування болотна флора витісняється сфагнумом, котрий задовільняється лише дощовою водою. Поступово на низовому болоті утворюється верхове болото.